# 自由空間
電磁気学における自由空間（じゆうくうかん、英語: free space）とは、誘電分極や磁化を生じない空間である。
分極を生じないということは誘電体や磁性体などが存在しないということであり、しばしば真空とも呼ばれる。
電束密度 D と 電場の強度 E、及び、磁場の強度 H と磁束密度 B を関係付ける構成方程式は
{\displaystyle {\boldsymbol {D}}=\epsilon _{0}{\boldsymbol {E}}+{\boldsymbol {P}}}
{\displaystyle {\boldsymbol {B}}=\mu _{0}({\boldsymbol {H}}+{\boldsymbol {M}})}
と書かれる。これらを関係付けている P, M がそれぞれ誘電分極と磁化である。これらは自由空間においてゼロであり、構成方程式は
{\displaystyle {\boldsymbol {D}}=\epsilon _{0}{\boldsymbol {E}}}
{\displaystyle {\boldsymbol {B}}=\mu _{0}{\boldsymbol {H}}}
となる。それぞれの係数 ε0, μ0 はそれぞれ電気定数と磁気定数と呼ばれる普遍定数である。自由空間の特徴として、次元の違いを除いて D と E、及び、H と B に違いが表れない。

## 電波伝播
自由空間における絶対利得アンテナの電界強度Eは、
{\displaystyle E={{\sqrt {30G_{\mathrm {s} }P_{\mathrm {s} }}} \over d}}
と表される。ここでGsは絶対利得、Psは放射電力、dは距離を表す。
また、相対利得アンテナの場合、
{\displaystyle E=7{{\sqrt {G_{\mathrm {r} }P_{\mathrm {s} }}} \over d}}
と表される。ここでGrは相対利得を表す。